# Juan Ros Alcaide
 (mars 2020).
Si vous disposez d'ouvrages ou d'articles de référence ou si vous connaissez des sites web de qualité traitant du thème abordé ici, merci de compléter l'article en donnant les références utiles à sa vérifiabilité et en les liant à la section « Notes et références ».
Pour les articles homonymes, voir Alcaide.
Juan Ros Alcaide, né le 10 juin 1956 à Ceuta, est une personnalité politique espagnole, membre de Vox.

## Biographie
Il est élu sénateur lors des élections générales anticipées du 10 novembre 2019 pour la XIVe législature. À la suite de sa mise en examen, il est remplacé par Yolanda Merelo Palomares.